# Jelle Visser
Jelle Lourens Visser (Stellendam, 24 januari 1973) is een Nederlandse journalist, eindredacteur en nieuwslezer. Sinds 2018 leest hij onder andere het NOS radionieuws op de NPO-zenders.

## Loopbaan
Eind jaren '80 begon Visser bij de lokale omroep Radio Flakkee op het Zuid-Hollandse Goeree-Overflakkee waar hij samen met Henrik-Willem Hofs een jongerenprogramma presenteerde. Na de School voor Journalistiek in Utrecht startte hij zijn loopbaan als redacteur bij het actualiteitenprogramma TweeVandaag (TROS). Vervolgens werd hij verslaggever en daarna eindredacteur bij EenVandaag (AVROTROS). Hij interviewde wereldleiders zoals koning Abdoellah II van Jordanië, Václav Havel en Colin Powell en deed verslag vanuit brandhaarden zoals Afghanistan, Irak en Israël. In het seizoen 2016-2017 werkte hij bij het programma Brandpunt van KRO-NCRV.

### Verborgen camera
Visser kwam zelf in het nieuws toen hij een reportage maakte over de Nederlandse oorlogsmisdadiger Heinrich Boere. Op 19 februari 2012 maakte de actualiteitenrubriek EenVandaag (AVRO-TROS) bekend dat Visser en redacteur Jan Ponsen door het Duitse Openbaar Ministerie werden aangeklaagd wegens het schenden van 'de vertrouwelijkheid van het woord', een delict waar in Duitsland maximaal drie jaar gevangenisstraf op staat. Het tweetal had met een verborgen camera opnamen gemaakt in het bejaardentehuis in het Duitse Eschweiler, waar Boere verbleef. Boere deed aangifte, waarop het Duitse OM besloot de Nederlandse journalisten strafrechtelijk te vervolgen.
Boere vocht voor de Waffen-SS aan het Oostfront. Terug in Nederland werd hij lid van het Sondercommando Feldmeijer, was hij betrokken bij Aktion Silbertanne en deed hij mee aan de moord op Oranjegezinde Nederlanders. Na de oorlog vluchtte hij naar Duitsland waar hij in 2000 werd getraceerd door de Rotterdamse filmmaker Rob van Olm. Voor families van de slachtoffers (Bicknese en De Groot) was het onverteerbaar dat Boere net over de grens in volledige vrijheid leefde en dat Duitsland hem weigerde uit te leveren. Boere reageerde niet op brieven van de nabestaanden. Ook interview-verzoeken wuifde hij weg. Toen ook Boeres advocaat weigerde mee te werken aan een reportage van EenVandaag, bezochten de journalisten hem met verborgen camera in het Duitse bejaardentehuis. Daarop sleepte Boere in 2010 de journalisten voor de Raad voor Journalistiek, maar die oordeelde dat Ponsen en Visser niet ontoelaatbaar hadden gehandeld. Vervolgens deed Boere in Duitsland aangifte van 'het schenden van de vertrouwelijkheid van het woord'. De ophef in binnen- en buitenland over de vervolging van de Nederlandse journalisten was groot. Nazi-jager Efraim Zuroff van het Simon Wiesenthal Center in Jeruzalem nam het voor de journalisten op, net als de Duitse onderzoeksjournalist Günter Wallraff (bekend van zijn undercoverreportages Ik (Ali)). Hij noemde de strafrechtelijke vervolging “schandalig”. Ook de Nederlandse Vereniging van Journalisten (NVJ), het Persvrijheidsfonds en de Duitse journalistenvakbond (DJV) steunden de journalisten.
Op 9 februari 2012 werden Visser en Ponsen gedagvaard voor de rechtbank in het Duitse Eschweiler in een strafzaak, waarin de rechter hen vrijsprak van de aan hen ten laste gelegde ‘huisvredebreuk’ en het schenden ‘van de vertrouwelijkheid van het woord’. Volgens de Duitse rechter was het "maatschappelijk en journalistiek belang" groot in deze zaak. Eind 2013 overleed Boere op 92-jarige leeftijd in een gevangenisziekenhuis in Fröndenberg.